# Богоборчество

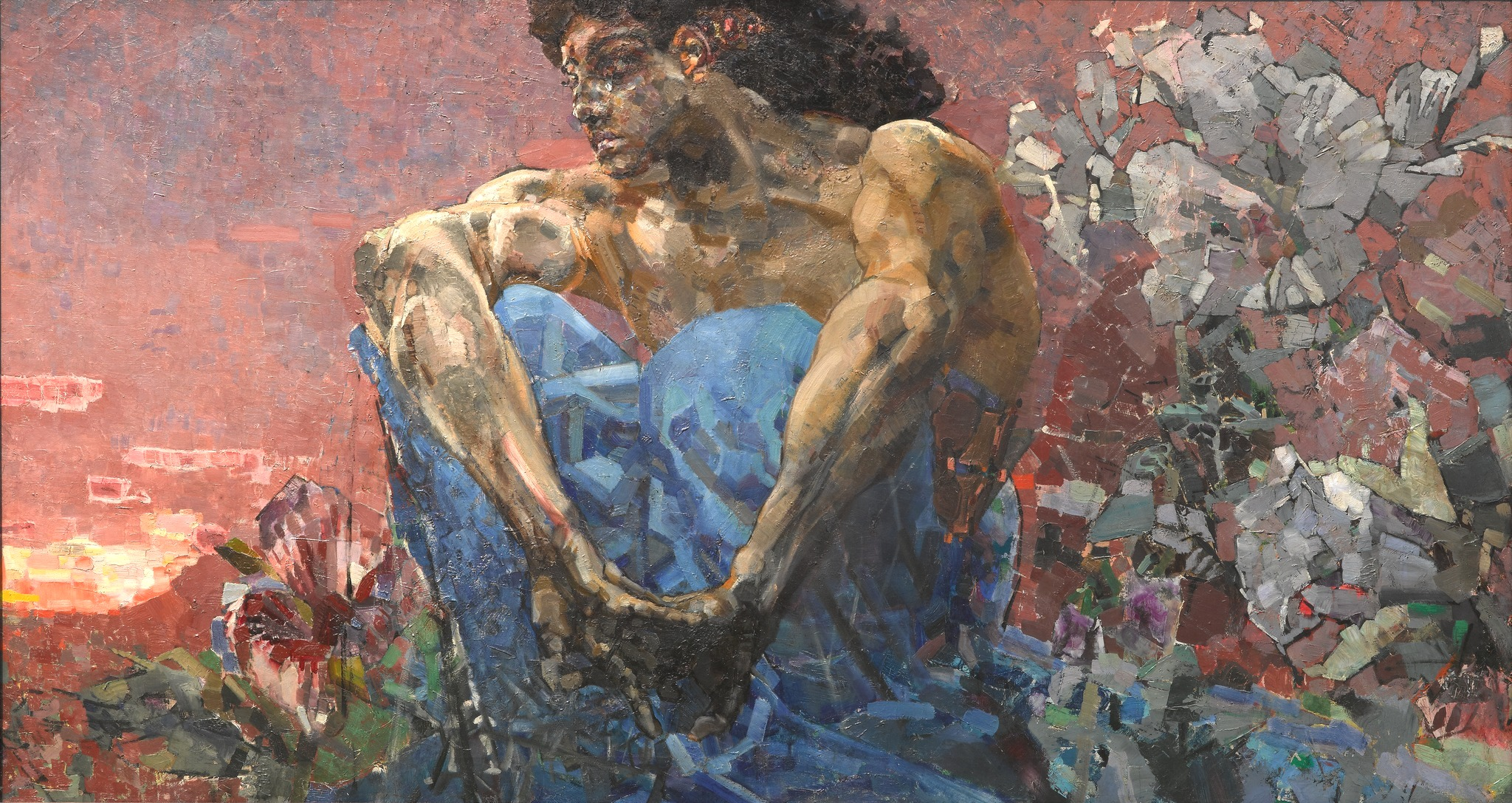
Образ богоборца в живописи ― картина Михаила Врубеля «Демон сидящий» — иллюстрация к поэме Михаила Лермонтова «Демон»

Богобо́рчество — разновидность свободомыслия, в котором человек, признавая существующими сверхъестественные силы (существа), негативно к ним относится.

## Описание
Богоборчество является самой ранней и самой слабой формой критики религиозных представлений. В представлении богоборца мир — жестокий и несправедливый, и несовместимым с идеей блага. Богоборец испытывает чувство протеста против Бога. Бог, по мнению богоборца, является причиной зла в мире, Бог — существо злое и несправедливое.
Причинами богоборчества могут быть: осознание социальной несправедливости, отчаяние, неустроенность личной судьбы, жизненные трагедии.
Богоборчество может проявляться как в слабой форме — робкий упрёк в адрес Бога, так и в более сильной — в хуле против Бога. В богоборчестве переосмысливается одно из ключевых понятий иудаизма и христианства — первородный грех, вина человека, вызванная первородным грехом, трактуется как вина самого Бога. В богоборчестве нередко происходит переосмысление
религиозного нравственного идеала, как смирение, безропотность, принятие страданий как блага, отворяющего врата в рай, и так далее.
Богоборческие идеи оказали большое влияние на общественное сознание. Они широко использовались деятелями культуры. Образ богоборца различные авторы в своих произведениях  изображали  как символ свободы и борьбы против реакции и тирании, как символ переустройства мира (например, в творчестве Д. Г. Байрона, М. Ю. Лермонтова). В античной литературе образ богоборца — Прометей, у Байрона — Люцифер в мистерии «Каин», у Лермонтова — Демон в одноимённой поэме, у Максима Горького — дьякон-расстрига Егор Ипатьевский в  романе «Жизнь Клима Самгина». Фридрих Ницше и так называемые богоборческие экзистенциалисты использовали  образ богоборца не только для борьбы за свободу личности, но и для утверждения права личности на «своеволие» — на отрицание общечеловеческих ценностей и норм морали.

## Использование термина для других понятий
Если в научном религиоведении, литературоведении и философии  богоборец это человек, верующий в Бога или богов и критикующий Бога или богов, о чём писал, например, И. М. Нусинов («Богоборчество предполагает признание наличия бога, хотя и несправедливого. Несправедливость бога вызывает бунт человека»), то в древнерусском, церковнославянском языках, в Словаре Даля, в Словаре Ушакова понятие богоборец (греч. θεομάχος) имеет иное значение — это «восстающий против Бога», «воющий против Бога», «безбожник», богоборство это «восстание против Бога», «безбожие» (атеизм), богоборчество — «религиозные переживания богоборца».
По поводу неправильного использования термина «богоборчество» писал в 1931 году Ф. Степун:
Но богоборчество одно, а идоловерчество нечто совсем иное. Возводить всех фашистов, национал-социалистов и коммунистов в сан богоборцев — совершенно не к чему. Они вовсе не богоборцы (для борьбы с Богом необходима вера в Него, которой у них нет), а всего только идолопоклонники, ставящие превыше истины обожествляемые ими государство, произвол господствующего слоя, пролетариат или третий интернационал.